# Kultury oryniackie
Kultury oryniackie – krąg kultur górnego paleolitu. Zalicza się do niego kultury: kultura oryniacka właściwa, Krems, circejska, olszewska. Nazwa tego kręgu wywodzi się od jaskini Aurignac w departamencie Haute-Garonne we Francji.
Na ziemiach polskich znaleziska identyfikowane z kulturą oryniacką odnaleziono w jaskini Mamutowej, jaskini Jasnej oraz na terenie Skał Kroczyckich i Góry Puławskiej.